# Alina Pușcău
Alina Pușcău (* 7. April 1982 in Bukarest; auch: Alina Puscau) ist ein rumänisches Model, unter anderem für Victoria’s Secret, sowie Sängerin und Schauspielerin. Sie erschien auf dem Cover des Playboy und der rumänischen Ausgabe der Zeitschrift Maxim. Außerdem veröffentlichte sie eine Debütsingle mit dem Titel When You Leave (englisches Cover von Dragostea din tei). 1998 war sie Siegerin im Elite Model Look, einem internationalen Modelwettbewerb, der jährlich ausgetragen wird. In dem Film Schwer verliebt aus dem Jahr 2001 hatte sie einen Gastauftritt.